# Orpin des Alpes
Sedum alpestre
Espèce
Statut de conservation UICN

 LC  : Préoccupation mineure
L'Orpin des Alpes ou Orpin alpestre (Sedum alpestre) est une espèce de plantes vivaces de la famille des Crassulacées.

## Description
La tige de 2-8 cm est couchée ou courbée-ascendante, glabre et parfois lavée de pourpre, des rejets stériles sont très feuillés. L’inflorescence porte cinq fleurs jaunes au maximum, deux fois plus longues que les sépales.
La floraison a lieu de juin à août.

## Distribution
Elle est originaire d'Europe centrale et méridionale.
En France : Alpes, Massif central, Pyrénées, Massif des Vosges (Hohneck).
En Suisse : Alpes.

### Habitat
Le Sédum alpestre pousse sur les éboulis siliceux d'altitude Androsacion alpinae. Ces biotopes ne subissent pas d'influences humaines et aucun déclin n'a été observé.

## Utilisations
Les feuilles tendres peuvent être ajoutées dans les salades.